# Ascalorphne macrocercus
Ascalorphne macrocercus là một loài côn trùng trong họ Ascalaphidae thuộc bộ Neuroptera. Loài này được Burmeister miêu tả năm 1839.